# Żeglarstwo na Letnich Igrzyskach Olimpijskich 1984
Zawody zostały przeprowadzone w siedmiu konkurencjach. Zawody zostały rozegrane między 31 lipca a 8 sierpnia 1984 roku. W zawodach wystartowało 300 zawodników (298 mężczyzn oraz 2 kobiety) z 60 krajów. Dwie konkurencje: klasa 470 oraz Windsurfing zostały rozegrane w kategorii mężczyzn, a pozostałe pięć konkurencji zostały rozegrane w formule open.

## Wyniki zawodów

### Mężczyźni

#### Windsurfing
| Złoto                           | Punktacja | Srebro                           | Punktacja | Brąz                          | Punktacja |
| Holandia · Stephan van den Berg | 27,7      | Stany Zjednoczone · Scott Steele | 46,0      | Nowa Zelandia · Bruce Kendall | 46,4      |

#### Klasa 470
| Złoto                                            | Punktacja | Srebro                                               | Punktacja | Brąz                                    | Punktacja |
| Hiszpania · Luis Doreste Blanco · Roberto Molina | 33,7      | Stany Zjednoczone · Steve Benjamin · Chris Steinfeld | 43,0      | Francja · Luc Pillot · Thierry Péponnet | 49,4      |

### Open

#### Finn
| Złoto                          | Punktacja | Srebro                            | Punktacja | Brąz                   | Punktacja |
| Nowa Zelandia · Russell Coutts | 34,7      | Stany Zjednoczone · John Bertrand | 37,0      | Kanada · Terry Neilson | 37,7      |

### Klasa Star
| Złoto                                                     | Punktacja | Srebro                                 | Punktacja | Brąz                                    | Punktacja |
| Stany Zjednoczone · Steven Erickson · William Earl Buchan | 29,7      | RFN · Joachim Griese · Michael Marcour | 41,4      | Włochy · Alfio Peraboni · Giorgio Gorla | 43,5      |

### Klasa Soling
| Złoto                                                        | Punktacja | Srebro                                                  | Punktacja | Brąz                                          | Punktacja |
| Stany Zjednoczone · Ed Trevelyan · Robbie Haines · Rod Davis | 33,7      | Brazylia · Daniel Adler · Ronaldo Senfft · Torben Grael | 43,4      | Kanada · Hans Fogh · John Kerr · Steve Calder | 49,7      |

### Klasa Latający Holender
| Złoto                                                    | Punktacja | Srebro                                   | Punktacja | Brąz                                        | Punktacja |
| Stany Zjednoczone · Jonathan McKee · William Carl Buchan | 19,7      | Kanada · Evert Bastet · Terry McLaughlin | 22,7      | Wielka Brytania · Jo Richards · Peter Allam | 48,7      |

### Klasa Tornado
| Złoto                                     | Punktacja | Srebro                                       | Punktacja | Brąz                                            | Punktacja |
| Nowa Zelandia · Chris Timms · Rex Sellers | 14,7      | Stany Zjednoczone · Jay Glaser · Randy Smyth | 37,0      | Australia · Christopher Cairns · Scott Anderson | 50,4      |

## Kraje uczestniczące
W zawodach wzięło udział 300 zawodników z 60 krajów
| - Antigua i Barbuda (1) - Argentyna (8) - Australia (13) - Austria (10) - Bahamy (3) - Barbados (2) - Belgia (1) - Bermudy (3) - Botswana (1) - Brazylia (12) - Brytyjskie Wyspy Dziewicze (5) - Chile (7) - Chiny (4) - Dania (8) - Dominikana (1) | - Egipt (1) - Fidżi (4) - Filipiny (1) - Finlandia (5) - Francja (11) - Grecja (7) - Gwatemala (1) - Hiszpania (8) - Holandia (8) - Hongkong (1) - Indie (2) - Irlandia (1) - Islandia (2) - Izrael (5) - Japonia (8) | - Jugosławia (1) - Kanada (13) - Kajmany (2) - Korea Południowa (1) - Malta (1) - Meksyk (6) - Norwegia (7) - Nowa Zelandia (11) - Oman (1) - Pakistan (6) - Portoryko (6) - Portugalia (3) - RFN (13) - San Marino (1) - Senegal (1) | - Singapur (1) - Sir Lanka (2) - Stany Zjednoczone (13) - Szwajcaria (9) - Szwecja (13) - Tajlandia (1) - Chińskie Tajpej (2) - Trynidad i Tobago (1) - Turcja (2) - Urugwaj (3) - Wenezuela (2) - Wielka Brytania (13) - Włochy (11) - Wyspy Dziewicze Stanów Zjednoczonych (9) - Zimbabwe (1) |

## Klasyfikacja medalowa
| Lp. | Państwo           |   |   |   | Razem |
| --- | ----------------- | - | - | - | ----- |
| 1.  | Stany Zjednoczone | 3 | 4 | 0 | 7     |
| 2.  | Nowa Zelandia     | 2 | 0 | 1 | 3     |
| 3.  | Hiszpania         | 1 | 0 | 0 | 1     |
| 3.  | Holandia          | 1 | 0 | 0 | 1     |
| 5.  | Kanada            | 0 | 1 | 2 | 3     |
| 6.  | RFN               | 0 | 1 | 0 | 1     |
| 6.  | Brazylia          | 0 | 1 | 0 | 1     |
| 6.  | Wielka Brytania   | 0 | 0 | 1 | 1     |
| 6.  | Włochy            | 0 | 0 | 1 | 1     |
| 6.  | Francja           | 0 | 0 | 1 | 1     |
| 6.  | Australia         | 0 | 0 | 1 | 1     |